# Rzut (matematyka)

Przemienność tego diagramu to uniwersalność rzutu π dla dowolnego przekształcenia f i zbioru X.

Rzut – w matematyce jeden z kilku różnych rodzajów funkcji, odwzorowań, przekształceń, operacji, czy transformacji; różnie definiowany w różnych kontekstach. Przykładowe znaczenia podano niżej.

## Teoria mnogości
- Rzut to operacja wyznaczana przez {\displaystyle j}-te przekształcenie rzutowe, zapisywane {\displaystyle \operatorname {proj} _{j},} które odwzorowuje element {\displaystyle \mathbf {x} =(x_{1},\dots ,x_{j},\dots ,x_{k})} iloczynu kartezjańskiego {\displaystyle X_{1}\times \ldots \times X_{j}\times \ldots \times X_{k}} na wartość {\displaystyle \operatorname {proj} _{j}(\mathbf {x} )=x_{j}.} Odwzorowanie to jest zawsze suriektywne.

- Odwzorowanie ewaluacyjne (brania wartości w punkcie) odwzorowuje funkcję {\displaystyle f} na wartość {\displaystyle f(x)} dla ustalonego {\displaystyle x.} Przestrzeń funkcji {\displaystyle Y^{X}} może być utożsamiana z iloczynem kartezjańskim {\displaystyle \prod _{i\in X}~Y_{i},} a odwzorowanie ewaluacyjne jest przekształceniem rzutowym z iloczynu kartezjańskiego.

- Odwzorowanie przekształcające element na jego klasę abstrakcji danej relacji równoważności nazywane jest rzutem kanonicznym.

## Algebra i geometria
- W teorii kategorii powyższe pojęcie iloczynu kartezjańskiego zbiorów może być uogólnione na arbitralne kategorie. Produkt pewnych obiektów ma morfizm rzutu kanonicznego na każdy czynnik. Postać tego rzutu uzależniona jest od kategorii, np. rzut iloczynu kartezjańskiego zbiorów, topologii produktowej przestrzeni topologicznych (zawsze suriektywny i otwarty), czy iloczynu prostego grup itd. Chociaż wiele z tych morfizmów jest epimorfizmami i są nawet suriektywne, to jednak nie zawsze musi tak być.

- W algebrze liniowej przekształcenie liniowe jest nazywane rzutem, które nie ulega zmianie po dwukrotnym przyłożeniu, dla danego {\displaystyle p} zachodzi {\displaystyle p(u)=p(p(u)),} lub innymi słowy: operator idempotentny. Przykładowo odwzorowanie przeprowadzające punkt {\displaystyle (x,y,z)} przestrzeni trójwymiarowej na punkt {\displaystyle (x,y,0)} płaszczyzny jest rzutem. Ten rodzaj rzutu naturalnie uogólnia się na dowolną liczbę wymiarów {\displaystyle n} dla dziedziny i {\displaystyle k\leqslant n} dla przeciwdziedziny odwzorowania. W przypadku rzutów ortogonalnych przestrzeń daje się rozłożyć na iloczyn podprzestrzeni, a operator rzutu pozostaje rzutem również i w tym sensie.

- W algebrze liniowej i geometrii występują rzut skalarny oraz rzut wektorowy jednego wektora na inny.

## Topologia
- W topologii różniczkowej każda wiązka włóknista zawiera w swojej definicji przekształcenie rzutowe. Odwzorowanie to wygląda co najmniej lokalnie jak odwzorowanie rzutowe w sensie topologii produktowej, a więc jest otwarte i suriektywne.
- W topologii retrakcja jest przekształceniem ciągłym {\displaystyle r\colon X\to X,} które ogranicza się do identyczności na podprzestrzeni. Spełnia więc on podobny warunek idempotentności {\displaystyle r^{2}=r} i może być uważany za uogólnienie przekształcenia rzutowego. Retrakcja homotopijna z identycznością nazywana jest retrakcją deformacyjną. Termin ten używany jest również w teorii kategorii, inną jego nazwą jest split epi (od ang. split epimorphism, zob. epimorfizm).